# 許光華
許光華，國立台灣大學商研所博士、台灣首府大學第九任校長。

## 生平
許光華自1970年員林高中畢業後，考取軍校空軍機械學校41期航空工程科62年班，之後在軍中靠著公餘進修陸續考上東海大學經濟系學士、國防管理學院資管所碩士、於空軍總司令部空軍上校階級退役後取得國立臺灣大學商研所博士學位。
自空軍總司令部退役後，於1996年至朝陽科技大學任教服務近20年，因具有管理長才及豐富的專業資歷，歷任進修部主任、財務金融系主任、推廣教育中心主任、管理學院EMBA執行長以及主任秘書等重要行政職務。
並同時擔任中華專案管理學會理事長、考試院考選部典試委員、ING碩士論文獎評選委員、漢翔航空工業股份有限公司專案計畫產官、學界學者專家代表及國際專案管理師等職，也曾榮獲空軍航空技術學院傑出校友、東海大學第七屆校友會校友楷模、朝陽科技大學94學年度績效特優教師、2008年全國專案管理認證培訓大專教師標竿獎等，發揮專業貢獻良多。
2018年許光華擔任台灣首府大學校長屆滿3年，因個人生涯規劃，向董事會提出辭呈，卸任後聘為台灣首府大學兼任名譽講座教授。

## 商學專業
- 投資決策
- 金融管理
- 商業模式
- 經營分析

## 榮譽
- 朝陽科技大學績效特優教師(2005年)
- 全國專案管理認證培訓大專教師標竿獎(2008年)
- 空軍航空技術學院傑出校友  (2011年)
- 東海大學校友楷模    (2017年)

## 著作
| 年份   | 書名                         | 出版社                   | ISBN               |
| 1998年 | 《專案管理：理論與實務》     | 華泰文化事業股份有限公司 | ISBN 9576090725    |
| 2003年 | 《專案管理》                 | 國立空中大學             | ISBN 9789576615887 |
| 2006年 | 《專案管理: 知識體系的觀點》 | 華泰                     | ISBN 9576096480    |
| 2006年 | 《貨幣銀行學》               | 三民                     | ISBN 9789571445441 |
| 2011年 | 《經濟學32講(第二版)》       | 全華圖書                 | ISBN 9789572179598 |